# Pomniki przyrody w Sopocie

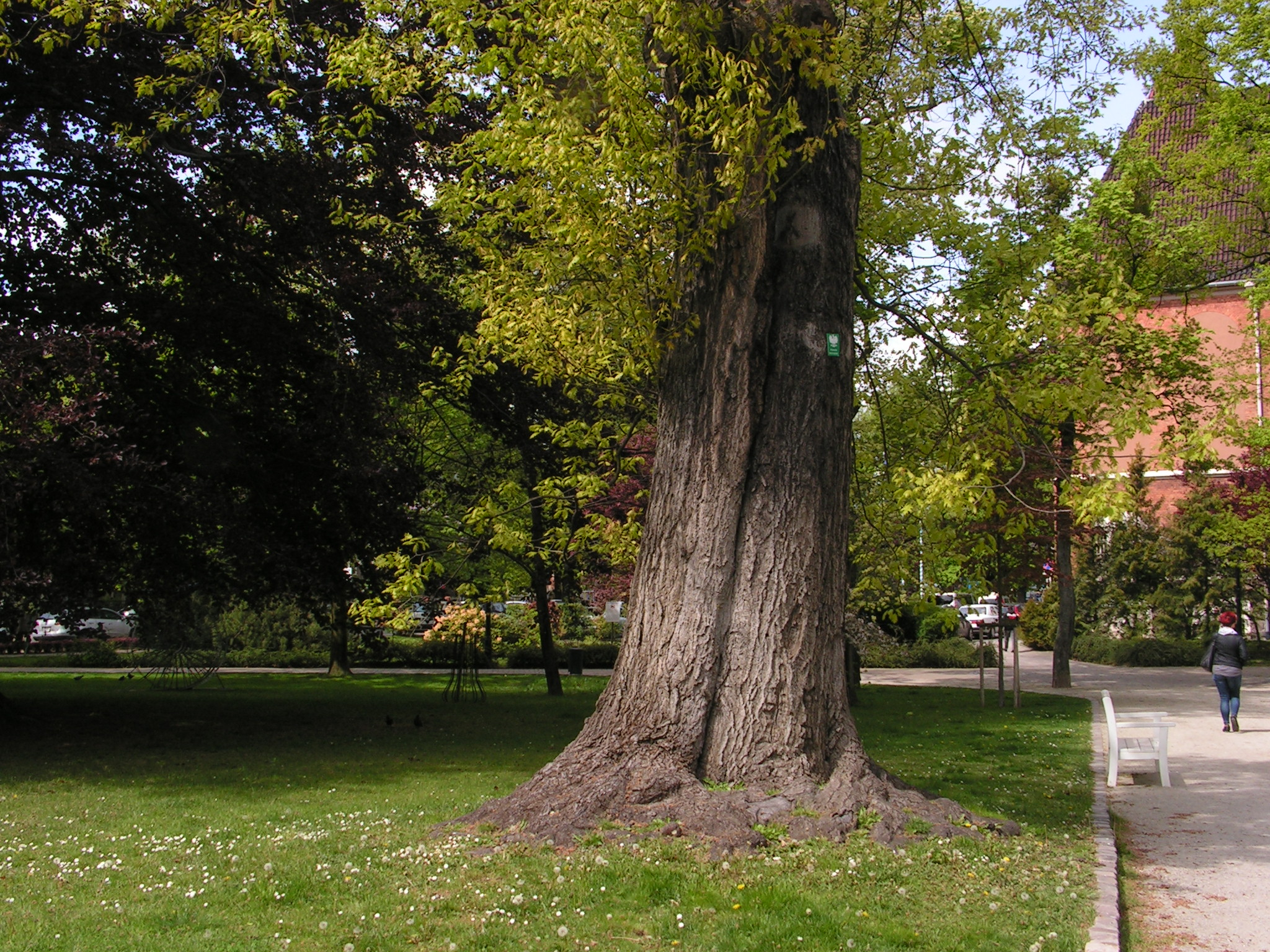
Pomnik przyrody – dąb czerwony w Parku Herbstów przy ul. Kościuszki w Sopocie

Na terenie Sopotu znajdują się 32 pomniki przyrody, w postaci:
- 24 drzew
- 5 grup drzew
- 1 alei drzew
- 2 głazów narzutowych

## Drzewa występują w rodzajach
- Topola biała
- Topola czarna
- Buk zwyczajny
- Dąb szypułkowy
- Jedlica zielona
- Dąb czerwony
- Modrzew europejski
- Żywotnik olbrzymi
- Sosna czarna
- Sosna wejmutka
- Kryptomeria
- Choina kanadyjska
- Kasztanowiec zwyczajny
- Miłorząb dwuklapowy
- Żywotnik wschodni
- Wiąz szypułkowy
- Sosna zwyczajna

Wykaz pomników przyrody na terenie Sopotu:
| Nr rej. WKP | Nazwa / gatunek                                  | Lokalizacja                                                   | Obwód pnia (m) | Data uznania |
| ----------- | ------------------------------------------------ | ------------------------------------------------------------- | -------------- | ------------ |
| 1516        | Topola biała                                     | ul. Pułaskiego 16                                             | 5,3            | 10 VI 1974   |
| 1517        | Buk zwyczajny                                    | ul. Ceynowy, naprzeciw kortów tenisowych                      | 3,2            | 30 X 1981    |
| 1518        | Buk zwyczajny                                    | ul. Malczewskiego, cmentarz komunalny                         | 5,02           | 17 XII 1984  |
| 1519        | 2 dęby szypułkowe                                | ul. Jagiełły, przy schodach                                   | 3,3; 3,32      | 17 XII 1984  |
| 1520        | Aleja – 15 jedlic zielonych                      | L. Sopot, o. 43i/j/k                                          | 2,0; 2,7       | 17 XII 1984  |
| 1521        | Dąb czerwony i buk zwyczajny                     | ul. Kościuszki, skwer                                         | 3,51; 2,84     | 17 XII 1984  |
| 1522        | Dąb szypułkowy ("Dąb Stanisława Leszczyńskiego") | ul. Kościuszki 1, teren plebanii kościoła pw. św.Jerzego      | 5,5            | 17 XII 1984  |
| 1523        | 2 modrzewie europejskie                          | L. Sopot, o. 32a/d                                            | 2,95; 2,94     | 17 XII 1984  |
| 1524        | 2 żywotniki olbrzymie                            | ul. Malczewskiego, cmentarz komunalny                         | 1,97; 2,04     | 17 XII 1984  |
| 1525        | Sosna czarna                                     | ul. Powstańców Warszawy 79                                    | 2,48           | 17 XII 1984  |
| 1526        | Sosna wejmutka                                   | Al. Niepodległości 618, teren Szpitala Gruźlicy i Chorób Płuc | 3,2            | 17 XII 1984  |
| 1527        | Topola czarna                                    | Park Południowy                                               | 4,77           | 17 XII 1984  |
| 1529        | Sosna wejmutka                                   | L. Sopot, o. 46h, Stadion Spójni                              | 3,2            | 17 XII 1984  |
| 1530        | Sosna zwyczajna                                  | L. Sopot, o. 47a (Rezerwat przyrody Zajęcze Wzgórze)          | 3,1            | 25 XI 1986   |
| 1531        | Kryptomeria                                      | ul. Powstańców Warszawy 71                                    | 0,98           | 25 XI 1986   |
| 1532        | Choina kanadyjska                                | ul. Sępia 22, teren hotelu Maryla                             | 0,38           | 25 XI 1986   |
| 1533        | Głaz                                             | Naprzeciw ul. Obodrzyców 1                                    | 6,7            | 16 VI 1988   |
| 1534        | Buk zwyczajny                                    | ul. Powstańców Warszawy 71                                    | 3,3            | 28 II 1992   |
| 1535        | Kasztanowiec zwyczajny                           | ul. Ceynowy 5/7                                               | 3,05           | 28 II 1992   |
| 1536        | Miłorząb dwuklapowy                              | ul. Goyki 3                                                   | 1,88           | 28 II 1992   |
| 1537        | Żywotnik wschodni                                | ul. Chopina 37                                                | 1,16           | 28 II 1992   |
| 1538        | Buk zwyczajny                                    | ul. Haffnera 79                                               | 4,1            | 28 II 1992   |
| 1539        | Modrzew europejski                               | ul. Armii Krajowej 65                                         | 2,77           | 28 II 1992   |
| 1540        | 2 buki zwyczajne                                 | ul. Haffnera 71                                               | 3,47; 3,3      | 28 II 1992   |
| 1541        | Buk zwyczajny                                    | ul. Wybickiego 23                                             | 3,14           | 28 II 1992   |
| 1542        | Wiąz szypułkowy                                  | ul. Wybickiego 20                                             | 2,58           | 28 II 1992   |
| 1543        | Wiąz szypułkowy                                  | ul. Wybickiego 9                                              | 2,68           | 28 II 1992   |
| 1544        | Sosna zwyczajna                                  | L. Sopot, o. 35c/b                                            | 3,2            | 29 XII 1995  |
| 1545        | Sosna zwyczajna                                  | L. Sopot, o. 65a                                              | 3,14           | 29 XII 1995  |
| 1546        | Modrzew europejski                               | L. Sopot, o. 37a                                              | 3,03           | 29 XII 1995  |
| 1547        | Głaz                                             | L. Sopot, o. 32o                                              | 4,3            | 14 XII 1998  |
| 1548        | Sosna zwyczajna                                  | L. Sopot, o. 48d                                              | 3,17           | 28 XI 2000   |